# Асар, Амадо
Амадо Асар (исп. Amado Azar; 31 декабря 1913, Кордова — 1971) — аргентинский боксёр. На Олимпийских Играх 1932 года в Лос-Анджелесе завоевал серебряную медаль в среднем весе. Старший брат Амадо — Хорхе Асар, также был профессиональным боксёром. Прозвище «Сапо» (исп. El Sapo — жаба), Асар заработал из-за комплекции и ворчливого характера.

## Биография
После завоевания серебряной медали на Олимпиаде, Амадо в 1933 году начал успешную профессиональную карьеру. После четырёх поединков Асар пропал почти на год, в течение которого он, предположительно, лечил таинственное заболевание печени. Возвращение на ринг «Сапо» ознаменовалось победой нокаутом в первом раунде.